# چاپی
چاپی (به مجاری:  Csapi) یک شهرداری در مجارستان است که در ناحیه نادْیْ‌کانیژا واقع شده‌است. چاپی ۱۰٫۱۱ کیلومتر مربع مساحت و ۱۸۶ نفر جمعیت دارد.